# Irolita
Irolita is een geslacht van kraakbeenvissen uit de familie van de Arhynchobatidae (langstaartroggen).

## Soorten
- Irolita waitii (McCulloch, 1911)
- Irolita westraliensis Last & Gledhill, 2008